# Jitka Polášková
Jitka Polášková (26. listopadu 1946 – 4. února 2011) byla česká sportovní funkcionářka, spoluzakladatelka a dlouholetá předsedkyně Českého svazu aerobiku.
V mladí závodně plavala. Ke kondiční gymnastice se dostala během studií na pražské FTVS UK pod vedením Zlaty Wállová. Po skončení studií vedla kurzy džezgymnastiky pro ženy jako diplomovaná cvičitelka svazu ZRTV (základní a rekreační tělesná výchova). Civilním zaměstnáním byla učitelka tělesné výchovy a angličtiny na střední škole. Na gymnázium ve Vysočanech utvořila v roce 1973 ze svých studentů svojí první taneční skupinu v džezgymnastice (jazzgymnastice). Od druhé poloviny sedmdesátých let dvacátého století byla předsedkyní specializované skupiny jazzgymnastiky při ústřední náčelnické radě Svazu ZRTV ÚV ČSTV a metodička oddílu jazzgymnastiky při TJ Slavia VŠ Praha. – jazzgymnastika bylo cvičení v rytmu populární hudby, vznikla ve Švédsku v šedesátých letech dvacátého století, za autorku se uvádí Monica Beckmanová (*1933).
Rozhodčí sportovního aerobiku se stala už v roce 1993 a po dvou letech začala rozhodovat i soutěže mezinárodní.
V roce 1992 byla zvolena první předsedkyní Českého svazu aerobiku a zůstala jí až do roku 2010. Svaz se pod jejím vedením stal progresivní organizací, jejíž reprezentanti získali množství medailí na mistrovství světa ve sportovním aerobiku a dalších soutěžích. V závěru svého funkčního období se stala terčem kritiky za to, že se český sportovní aerobik včas nezačlenil pod Mezinárodní gymnastickou federaci FIG.
Po několika letech působení ve funkci viceprezidentky se stala v roce 2008 také prezidentkou mezinárodní federace FISAF.
Působila také na Katedře tělesné výchovy Pedagogické fakulty Univerzity Karlovy v Praze, kde se zaměřovala na moderní gymnastické formy.